# Tenuipalpus proctori
Tenuipalpus proctori är en spindeldjursart som beskrevs av De Leon 1965. Tenuipalpus proctori ingår i släktet Tenuipalpus och familjen Tenuipalpidae. Inga underarter finns listade i Catalogue of Life.